# Confédération Africaine de Natation
La Confédération Africaine de Natation o Confédération Africaine de Natation Amateur (CANA) è la federazione africana degli sport acquatici, che comprendono nuoto, nuoto di fondo, nuoto sincronizzato, tuffi e pallanuoto. Fondata nel 1970 da 7 federazioni nazionali, ad oggi conta 53 federazioni affiliate. È membro della FINA
L'attuale presidente è il sudafricano Sam Ramsamy, in carica dal 2016 al 2020.

## Competizioni
La CANA è divisa in quattro zone geografiche, ognuna delle quali organizza le proprie manifestazioni. La CANA si occupa delle rassegne continentali e delle qualificazioni olimpiche e mondiali.
- Campionati africani di nuoto
- Campionati africani giovanili di nuoto
- Campionati africani di nuoto zonali

## Federazioni affiliate
| Codice                                 | Paese               | Federazione                                                      | Sito web |
| -------------------------------------- | ------------------- | ---------------------------------------------------------------- | -------- |
| Zona 1 - Africa settentrionale         |                     |                                                                  |          |
| ALG                                    | Algeria             | Ligue Algeroise de Natation                                      | (FR) ALG |
| EGY                                    | Egitto              | Egyptian Swimming Federation                                     | (EN) EGY |
| LBA                                    | Libia               | Libyan Arab Swimming Federation                                  | nd       |
| MAR                                    | Marocco             | Fédération Royal Marocaine de Natation                           | (FR) MAR |
| MTN                                    | Mauritania          | Fédération Mauritanienne de Natation                             | nd       |
| TUN                                    | Tunisia             | Fédération Tunisienne de Natation                                | (FR) TUN |
| Zona 2 - Africa centrale e occidentale |                     |                                                                  |          |
| BEN                                    | Benin               | Fédération Béninoise de natation                                 | nd       |
| BUR                                    | Burkina Faso        | Fédération Burkinabé de Natation et de Sauvetage                 | nd       |
| CMR                                    | Camerun             | Fédération Camerounaise de Natation et de Sauvetage              | nd       |
| CPV                                    | Capo Verde          | Federação Cabo-verdiana de Natação                               | nd       |
| CAF                                    | Rep. Centrafricana  | Fédération Centrafricaine de Natation                            | nd       |
| CGO                                    | Rep. del Congo      | Fédération Congolaise de Natation                                | (FR) CGO |
| COD                                    | RD del Congo        | Fédération de Natation en Republique Democratique du Congo       | nd       |
| CIV                                    | Costa d'Avorio      | Fédération Ivoirienne de Natation et de Sauvetage                | nd       |
| GAB                                    | Gabon               | Fédération Gabonaise de Natation                                 | nd       |
| GAM                                    | Gambia              | Gambia Swimming & Aquatic Sports Association                     | nd       |
| GHA                                    | Ghana               | Ghana Swimming Association                                       | nd       |
| GBS                                    | Guinea-Bissau       | Federação de Natação de Guiné-Bissau                             | nd       |
| GUI                                    | Guinea              | Fédération Guinéenne de Natation et Sauvetage                    | nd       |
| GEQ                                    | Guinea Equatoriale  | Federación Ecuatoguineana de Natación                            | nd       |
| LBR                                    | Liberia             | Liberia National Swimming Federation                             | nd       |
| MLI                                    | Mali                | Fédération Malienne de Natation                                  | nd       |
| NIG                                    | Niger               | Fédération Nigerienne des Sports Nautiques                       | nd       |
| NGR                                    | Nigeria             | Nigeria Swimming Federation                                      | nd       |
| STP                                    | São Tomé e Príncipe | Federação Santomense de Natação                                  | nd       |
| CHA                                    | Ciad                | Fédération Tchadienne de Natation Amateur                        | nd       |
| SEN                                    | Senegal             | Fédération Senegalaise de Natation et Sauvetage                  | nd       |
| SLE                                    | Sierra Leone        | Sierra Leone Amateur Swimming, Diving and Water Polo Association | nd       |
| TOG                                    | Togo                | Fédération Togolaise de Natation                                 | nd       |
| Zona 3 - Africa orientale              |                     |                                                                  |          |
| BDI                                    | Burundi             | Fédération Burundaise de Natation                                | nd       |
| DJI                                    | Gibuti              | Fédération Djiboutienne de Natation                              | nd       |
| ERI                                    | Eritrea             | Eritrean Swimming Federation                                     | nd       |
| ETH                                    | Etiopia             | Ethiopian Swimming Federation                                    | nd       |
| KEN                                    | Kenya               | Kenya Swimming Federation                                        | nd       |
| RWA                                    | Ruanda              | Fédération Rwandaise de Natation Amateur                         | nd       |
| SOM                                    | Somalia             | Somali Swimming Federation                                       | nd       |
| SUD                                    | Sudan               | Sudan Amateur Swimming Association                               | nd       |
| TAN                                    | Tanzania            | Tanzania Swimming Federation                                     | nd       |
| UGA                                    | Uganda              | Uganda Swimming Federation                                       | (EN) UGA |
| Zona 4 - Africa meridionale            |                     |                                                                  |          |
| ANG                                    | Angola              | Federação Angolana de Natação                                    | nd       |
| BOT                                    | Botswana            | Botswana Swimming Sport Association                              | nd       |
| COM                                    | Comore              | Comoros Swimming Federation                                      | nd       |
| LES                                    | Lesotho             | Lesotho Swimmers Association                                     | (EN) LES |
| MAD                                    | Madagascar          | Fédération Malgache de Natation                                  | nd       |
| MAW                                    | Malawi              | Malawi Aquatic Union                                             | (EN) MAW |
| MRI                                    | Mauritius           | Fédération Mauricienne de Natation                               | nd       |
| MOZ                                    | Mozambico           | Federação Moçambicana de Natação                                 | nd       |
| NAM                                    | Namibia             | Namibia Swimming Union                                           | (EN) NAM |
| SEY                                    | Seychelles          | Seychelles Swimming Association                                  | nd       |
| RSA                                    | Sudafrica           | Swimming South Africa                                            | (EN) RSA |
| SWZ                                    | eSwatini            | Swaziland National Swimming Association                          | nd       |
| ZAM                                    | Zambia              | Zambia Amateur Swimming Union                                    | nd       |
| ZIM                                    | Zimbabwe            | Zimbabwe Aquatic Union                                           | (EN) ZIM |